# 에릭 페레스

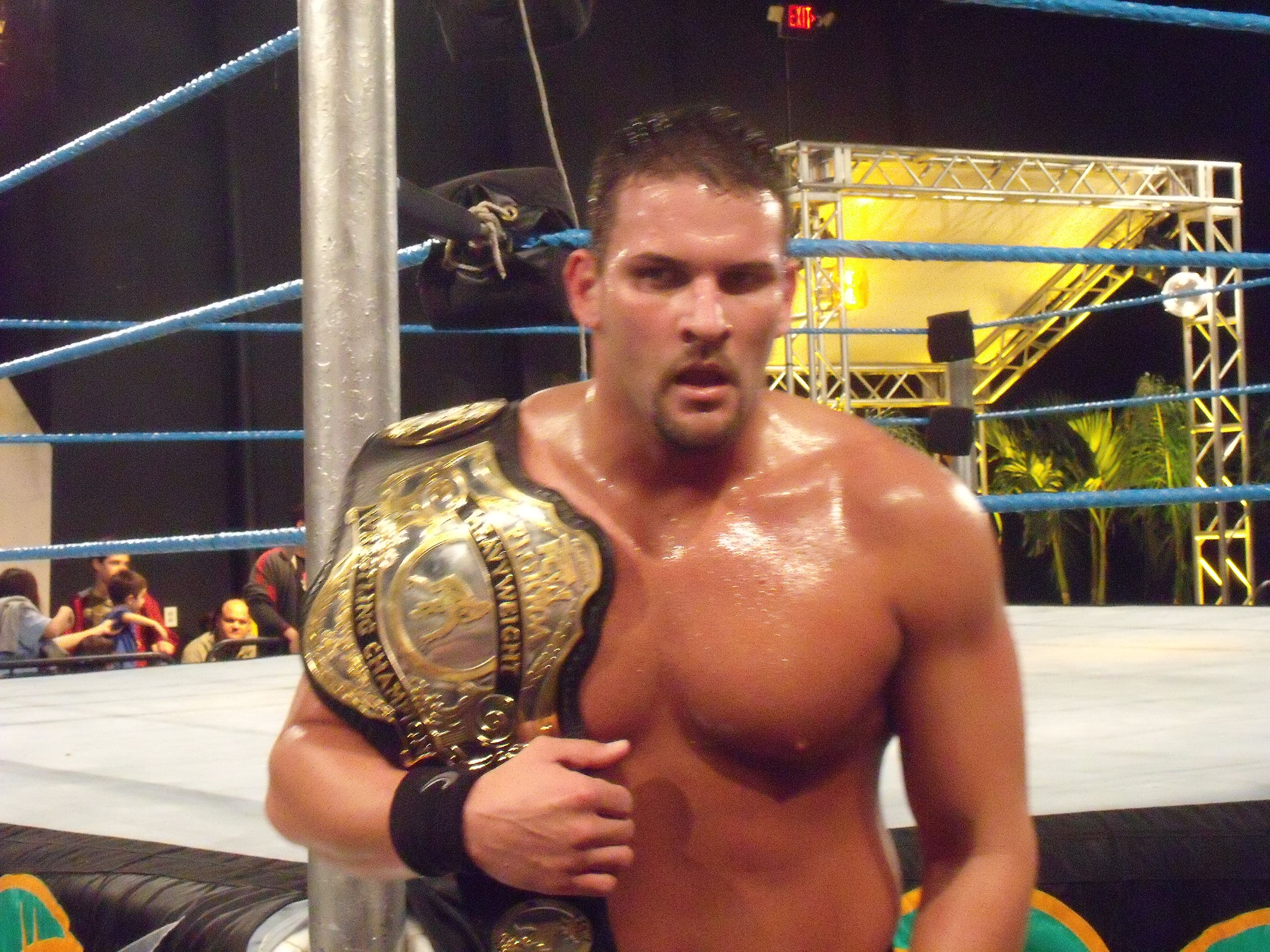
에릭 페레스

에릭 페레스(Eric Pérez, 1979년 12월 18일 ~ )는 푸에르토리코의 프로레슬링선수다. 에스코바르(Escobar)라는 이름으로도 잘 알려져 있다. 키는 190 cm 몸무게는 111kg이다.